# Домар, Евсей
Евсей Дейвид Домар (Евсей Давидович Домашевицкий, англ. Evsey Domar; 16 апреля 1914, Лодзь — 1 апреля 1997, Конкорд, Массачусетс) — американский экономист, представитель кейнсианства. Профессор Массачусетского технологического института. Совместно с Роем Харродом является автором модели Харрода — Домара.

## Биография
Родился в 1914 году в Лодзи в семье Давида Домашевицкого и Сары Слонимской. Вырос в Маньчжурии, в 1930—1931 годах учился на факультете права в Харбине. В 1936 году эмигрировал в США и поступил в Калифорнийский университет, где в 1939 году получил степень бакалавра. В 1940 году получил степень магистра по математике в Мичиганском университете. Затем в Гарвардском университете в 1943 году получил степень магистра по экономике и в 1947 году степень доктора.
С 1940 года преподавал в американских университетах и институтах. С 1957 года профессор экономики Массачусетского технологического института.
В 1946 году женился, имел 2 дочерей.

## Вклад в науку
Один из создателей модели динамического равновесия Харрода — Домара — модели экономического роста, основанной на кейнсианской методологии. В модели определяется темп экономического роста как функция темпов роста численности населения и капитала. Согласно Домару, для поддержания устойчивого роста при полной занятости необходимо, чтобы рост доходов соответствовал росту производственных мощностей.
Домар предложил, что инвестиции создают производственные мощности, которые будут использованы только когда доход вырастет в следующем периоде, что в свою очередь требует ещё больших инвестиций и т. д. Условия роста с постоянными темпами отличаются от условий статического равновесия в периоде. Домар рассказывал, что в 1941—1942 годах его озадачила схема в книге Элвина Хансена «Бюджетная политика и деловые циклы» (англ. Fiscal Policy and Business Cycles, 1941), которая демонстрировала влияние постоянного потока инвестиций на национальный доход. Домар пришел к выводу, что подобный поток приводит не к постоянному, а к растущему доходу, отразив это в статье «Долговое бремя и национальный доход» (англ. The Burden of the Debt and the National Income, 1944), которая, в свою очередь, привела к другим статьям, в том числе «Расширение капитала, темпов роста и занятости» (англ. Capital Expansion, Rate of Growth and Employment, 1946). В этих статьях Домар использовал темп роста как инструмент в исследовании экономических проблем, перепечатав их в «Очерках по теории экономического роста» (англ. Essays in the Theory of Economic Growth, 1957).
Позднее исследовал с помощью моделей[каких?] сельское хозяйство доиндустриальных обществ и советские колхозы.